# Liste des Reines du Carnaval de Paris

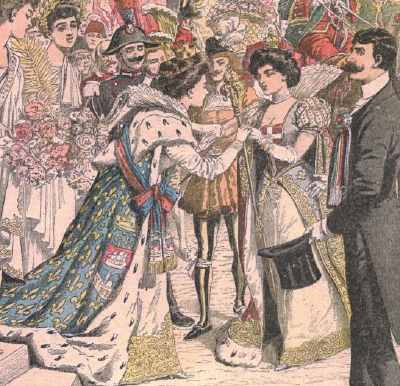
Arrivée des Reines de Paris, accueillies par la Reine du marché de Porta Palazzo (à droite) et sa cour, Turin, septembre 1904.

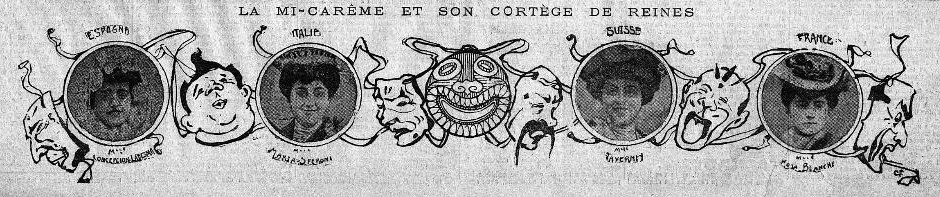
Les Reines de la Mi-Carême 1906.

Cet article dresse une liste des Reines des blanchisseuses, Reines, demoiselles d'Honneur et Rois du Carnaval de Paris élus ou venus à Paris pour la Mi-Carême
Trois classements sont utilisés ici :
- 1. Alphabétique. Seule cette liste comprend, éventuellement, d'autres précisions que les seuls noms, prénoms, années et fonctions.
- 2. Chronologique.
- 3. Analytique.

## 1. Liste alphabétique
- Liste à compléter :

- Haut – A
- B
- C
- D
- E
- F
- G
- H
- I
- J
- K
- L
- M
- N
- O
- P
- Q
- R
- S
- T
- U
- V
- W
- X
- Y
- Z

## A
- Albaret, Marie : Une des deux demoiselles d'Honneur de Jeanne Troupel, Reine des Reines de la rive droite 1905[2].

- Amedée (Mme) : Reine de la société festive et carnavalesque parisienne, Les Gueux, lors de la Mi-Carême 1881 : « La reine - Mme Amedée - est une femme charmante, sauf le respect que nous devons aux reines du jour. »[3]

- Amelot, Jeanne : Reine de l'Union Syndicale de la Charcuterie, 1911[4].

- Asaert, Magda : Reine d'Ostende, venue pour la Mi-Carême 1909[5].

## B
- Balmadier, Sarah : Une des deux Reines des Reines, en 1904. Il s'agit de celle de la rive gauche. L'autre, celle de la rive droite, est Jeanne Leclinf[6].

- Barbare : Nom d'une des quatre demoiselles d'Honneur de Jeanne Troller, Reine des Reines de la Rive gauche 1903[7].

- Barbier, Eugénie : Une des quatre demoiselles d'Honneur de Charlotte Proisy, Reine des Reines de Paris 1899[8]. Reine de la Renaissance des Halles 1900[9] et 1909[10]. Son portrait, dessiné et gravé, d'après une photo d'Eugène Pirou, est paru dans le Petit Journal, du 22 mars 1900. Sa photo est parue dans le Petit Parisien, du 22 février 1909.

- Bataille, Lucile : Reine des Reines de Paris 1920[11].

- Baudel : Une des deux demoiselles d'Honneur de Hélène Rouzaire, Reine des Marchés découverts 1909[12].

- Becker, Marie : Une des quatre demoiselles d'Honneur de Marie Schœnacker, Reine des Reines de Paris 1897[13].

- Béclu, Yvonne : Reine des Reines de Paris 1921[14].

- Bernard : nom d'une des quatre demoiselles d'Honneur de Berthe Roche, Reine des Reines de la Rive droite 1902[15].

- Berneau, Berthe : Reine du Marché Saint-Quentin 1909[10]. Elle est blonde, son élection est rapportée par un quotidien du 15 février 1909, et a dû avoir lieu vers ce moment-là[12]. Sa photo est parue dans le Petit Parisien, du 15 février 1909.

- Bessier : Une des quatre demoiselles d'Honneur de Elisabeth Kollen, Reine du Commerce de Metz, venue pour la Mi-Carême 1920[11].

- Blanche, Rosa : Reine des Reines de Paris 1906[16].

- Boirault : Une des deux demoiselles d'Honneur de Hélène Rouzaire, Reine des Marchés découverts 1909[12].

- Bonfils, Jeanne : « Abeille du Xe arrondissement » et l'une des deux demoiselles d'Honneur de Geneviève Durand, « abeille du IIe arrondissement » et « reine des Abeilles 1923 ». Elle a 23 ans et est employée au ministère des Finances[17].

- Bongiovani, Pierina : Une des cinq demoiselles d'Honneur accompagnant Rosina Ferro-Pia, Reine du Marché de Porta Palazzo, à Turin, venue à Paris, pour la Mi-Carême 1905. Chaque demoiselle d'honneur représente une des cinq provinces du Piémont[18].

- Bonhomme, Marie : Reine des Reines de Paris 1894, fille du patron du lavoir Jouye-Rouve[19]. Ses deux demoiselles d'Honneur sont Bouffé et Félicie Pierre.

- Bosco, Marianne : Une des cinq demoiselles d'Honneur accompagnant Rosina Ferro-Pia, Reine du Marché de Porta Palazzo, à Turin, venue à Paris, pour la Mi-Carême 1905. Chaque demoiselle d'honneur représente une des cinq provinces du Piémont[18].

- Bouffé : Une des deux demoiselles d'Honneur de Marie Bonhomme Reine des Reines de Paris 1894.

- Bourdillon, Maria : Reine des Reines de Paris 1898[20].

- Bourgeois : Une des quatre demoiselles d'Honneur de Elisabeth Kollen, Reine du Commerce de Metz, venue à Paris, pour la Mi-Carême 1920[11].

- Bourget, Lucie : Une des deux demoiselles d'Honneur de Fernande Morin Reine des Reines de Paris 1908[21].

- Bouyssou, Germaine : Demoiselle d'Honneur de Jeanne Amelot, Reine de l'Union Syndicale de la Charcuterie 1911[4].

- Brazova, Ruzena : Reine tchèque, venue de Prague, pour la Mi-Carême 1910[22].

- Brégnat, Germaine : Reine des Reines de Paris 1913[23]

- Brottin, Julie : Une des deux demoiselles d'Honneur de Fernande Morin Reine des Reines de Paris 1908[21].

- Buchet, Germaine : Reine du 12e arrondissement, Reine des Reines de Paris 1922. Elle a été filmée, avec les 19 autres reines de Paris, par les Actualités Eclair (voir la Filmographie du Carnaval de Paris).

## C
- Camier, Henriette : Esmeralda des forains et une des quatre demoiselles d'Honneur de Georgette Fraigneux, Reine de Paris 1925[24].

- Cartier : Roi de la Renaissance des Halles 1900[9].

- Cattez, Berthe : reine de l’Élégance, une des quatre reines de Calais, venue à Paris, pour la Mi-Carême 1906[25].

- Cazeaux, Jeanne : une des quatre demoiselles d'Honneur de Maria Bourdillon, Reine des Reines de Paris 1898[20].

- Champ, Jeanne : abeille du 19e arrondissement, reine de Paris élue le 28 juin 1924 « dans les jardins de Luna-Park »[26]. En mars 1925, interrogée après « bientôt un an de règne » par Le Petit Journal au sujet du vote des femmes, elle s'y déclare défavorable[27].
- Chauvin, Odette : une des deux demoiselles d’honneur de Jeanne Champ, reine de Paris de 1924[26].

- Chénier Colette : Reine des reines de Paris 1930[28].

- Chocque (Choque), Eugénie : Avec sa sœur, Thérèse, est une des deux demoiselles d'Honneur de Eugénie Leduc, Reine de la Rive gauche 1909. Son élection est rapportée par un quotidien du 15 février 1909, et a dû avoir lieu vers ce moment-là[12]. En 1910, Eugénie Chocque est demoiselle d'Honneur de sa sœur, Thérèse, qui est, brièvement, Reine des Reines de Paris 1910. Les journaux orthographient son nom, pour certains : « Chocque », et pour d'autres : « Choque ».

- Chocque (ou Choque), Thérèse : Les journaux orthographient son nom, pour certains : « Chocque », et pour d'autres : « Choque ». Elle est, d'abord, une des deux demoiselles d'Honneur d'Eugénie Leduc, Reine de la Rive gauche 1909. L'élection de cette reine, avec ses deux demoiselles d'Honneur, les sœurs Eugénie et Thérèse Choque, est rapportée par un quotidien du 15 février 1909, et a dû avoir lieu vers ce moment-là[12]. Thérèse Choque, l'année suivante, est élue Reine des Reines de Paris 1910, Eugénie devenant une de ses demoiselles d'Honneur[29]. Par la suite, Thérèse renonce à sa couronne, pour raisons de santé (officiellement « un gros rhume »). Elisa Gaillard prend la place de Thérèse Choque. « Au moment où, après sa descente du train, la jeune reine (tchèque, Ruzena Brazova) arrive dans le hall de la gare (de l'Est) accompagnée de M. Brézillon (président du Comité des fêtes de Paris) et des membres du comité (des fêtes de Paris), Mlle Elisa Gaillard, la nouvelle reine des reines, qui remplace Mlle Thérèse Choque, qu'un gros rhume a forcée à abandonner sa royauté, s'avance près d'elle, entourée de Mlles Vanek, ses demoiselles d'honneur, ainsi que de toutes les reines de Paris, et lui remet un superbe bouquet. » [30]

- Chollet, le Jour : Une des deux demoiselles d'Honneur de Hermance Taverney, Palès, déesse du Printemps de la Fête des Vignerons de Vevey 1905, venue à Paris participer aux fêtes de la Mi-Carême 1906[31].

- Chollet, Georgette : Reine de l'Association Artistique du 13e Arrondissement, 1911[4].

- Clément, Lucienne : Reine des Reines de Paris 1931[32].

- Contrastin, Julia : Reine des Marchés découverts 1911[4].

- Coste, Yvonne : Une des deux demoiselles d'Honneur d'Eugénie Barbier, Reine de la Renaissance des Halles 1909[33].

- Coupez, Marguerite : Demoiselle d'Honneur de Blanche Lemancel, Reine du Comité des Fêtes de la Rive Gauche, 1911[4].

- Courbet : Une des deux demoiselles d'Honneur de Berthe Berneau, Reine du Marché Saint-Quentin 1909[12].

- Courtuge : Une des quatre demoiselles d'Honneur d'Élisabeth Kollen, Reine du Commerce de Metz, venue à Paris, pour la Mi-Carême 1920[11].

- Croiza, Thérèse : Une des quatre demoiselles d'Honneur de Marie Schœnacker, Reine des Reines de Paris 1897[13].

## D
- Dauray : reine des Matelotes boulonnaises, venue à Paris, pour la Mi Carême 1914[34].

- Debrécourt, Juliette : Une des quatre demoiselles d'Honneur de Marie Missiaux, Reine des Reines de la Rive droite 1903[7].

- Decker, Marcelle : Reine des Marchés du Temple, 1911[4].

- Delabarre, Anaïs : Une des trois demoiselles d'Honneur d'Henriette Delabarre, Reine des Reines de Paris 1892 et sœur de celle-ci[35].

- Delabarre, Henriette : Reine des Reines de Paris 1892. « Quoi qu'il en soit, la reine des reines, celle des blanchisseuses, dont nous publions la photo, est remarquablement jolie. Elle se nomme Henriette Delabarre. Elle a été élue par les autres reines, au scrutin et au premier tour, par une trentaine de souveraines de lavoir qui ont donné aux membres du parlement une leçon de justice en s'inclinant devant la grâce, devant la beauté de leur compagne. Mlle Delabarre a seize ans. Blonde, la taille élancée, très aimable, très enjouée, elle fera, dans sa riche parure d'un jour, grand honneur à sa corporation, et tout Paris s'apprête à lui faire cortège. Elle habite rue des Trois-Couronnes et travaille avec sa mère, reine aussi jadis, et sa jeune sœur au lavoir Moderne de la rue Oberkampf. »[36] Une de ses trois demoiselles d'Honneur est sa sœur Anaïs.

- Delabérette : Roi, compagnon de Marie-Louise Grimm, Reine des Reines de Paris 1895[37]

- Delapierre, Monique : Reine du 5e arrondissement et une des quatre demoiselles d'Honneur de Georgette Fraigneux, Reine de Paris 1925[24].

- Delove : Une des quatre compagnes de Dauray, reine des Matelotes boulonnaises, venue pour la Mi Carême 1914[34].

- Delpierre : Une des quatre compagnes de Dauray, reine des Matelotes boulonnaises, venue à Paris, pour la Mi Carême 1914[34].

- Demais : Une des quatre compagnes de Dauray, reine des Matelotes boulonnaises, venue à Paris, pour la Mi Carême 1914[34].

- Derender, Germaine : reine de la Dentelle, une des quatre reines de Calais, venue à Paris, pour la Mi-Carême 1906[25].

- Dif, Jeanne : Reine du Marché du Temple 1909[10]

- Dozier (Mme), : Reine-mère du lavoir Sainte-Marie 1900, de la rue du Maine[9].

- Drolet, Louise : Voir : Louise Rolet.

- Dubois, Laure : une des quatre demoiselles d'Honneur de Charlotte Proisy, Reine des Reines de Paris 1899[8].

- Duchène, Alice : Une des deux demoiselles d'Honneur de Eugénie Barbier, Reine de la Renaissance des Halles 1909[33]

- Duffeau : Reine du 12e arrondissement, une des deux demoiselles d'Honneur d'Odette Vercheval, Reine des Reines de Paris 1939[38].

- Dufoulloy, Henriette : Reine des Reines de Paris 1896[39].

- Duprey, Henriette : Reine du Marché de la Chapelle 1909[10]

- Durand, Geneviève : « abeille du IIe arrondissement » et « reine des Abeilles 1923 ». Elle a 20 ans et est sténodactylographe[17].

- Dusson, Amélie : Une des deux demoiselles d'Honneur de Jeanne Gabrielle, Reine de la Renaissance Amicale des Halles 1911[4].

- Dutertre, Louise : Reine du Courgain, quartier maritîme de Calais, venue à Paris, pour la Mi-Carême 1909[5].

## F
- Falize, Juliette : Demoiselle d'Honneur de Marcelle Decker, Reine des Marchés du Temple 1911[4].

- Fermote, Hélène : Reine de la Pêche, une des deux demoiselles d'Honneur de Magda Asaert, reine d'Ostende, venue à Paris, pour la Mi-Carême 1909[5].

- Ferro-Pia, Rosina : Reine du Marché de Porta Palazzo, à Turin. Elle fut aussi appelée, à l'époque, à Turin, Reginetta palatina, petite reine palatine, en référence à la Porta Palatina, monument antique romain situé à côté du marché. Employée en boucherie, élue en 1904. Avec Maria Nulli, reine des marchés de Milan, elle est une des deux reines italiennes qui participent à Paris à la Mi-Carême 1905. Sa délégation compte 200 personnes, au nombre desquelles, cinq demoiselles d'Honneur, Pierina Bongiovani, Marianne Bosco, Emma Manarello, Nathalina Molano et Rosina Teralla, figurant les cinq provinces du Piémont. Pour des querelles de préséance de leurs reines respectives, les deux délégations italiennes se disputèrent à Paris[40].

- Fleurs (Reines des) : Reines venues de Prague, à Paris, avec une délégation du Syndicat des Horticulteurs tchèques, conduite par M. de Cenkow, syndic de la municipalité de Prague[41], pour participer à la Mi-Carême 1911. Elles étaient au nombre de trois : Bozena Skoupova, Aneta Horova et Héléna Sykorova (une quatrième reine était initialement prévue, Lausmannova). Bozena fut élue à Paris, Reine des reines des fleurs[42].

- Fournil, Eugénie : Une des deux demoiselles d'Honneur de Germaine Brégnat, Reine des Reines de Paris 1913[23].

- Fraigneux, Georgette : Dactylographe, reine du 20e arrondissement, Reine de Paris 1925[24].

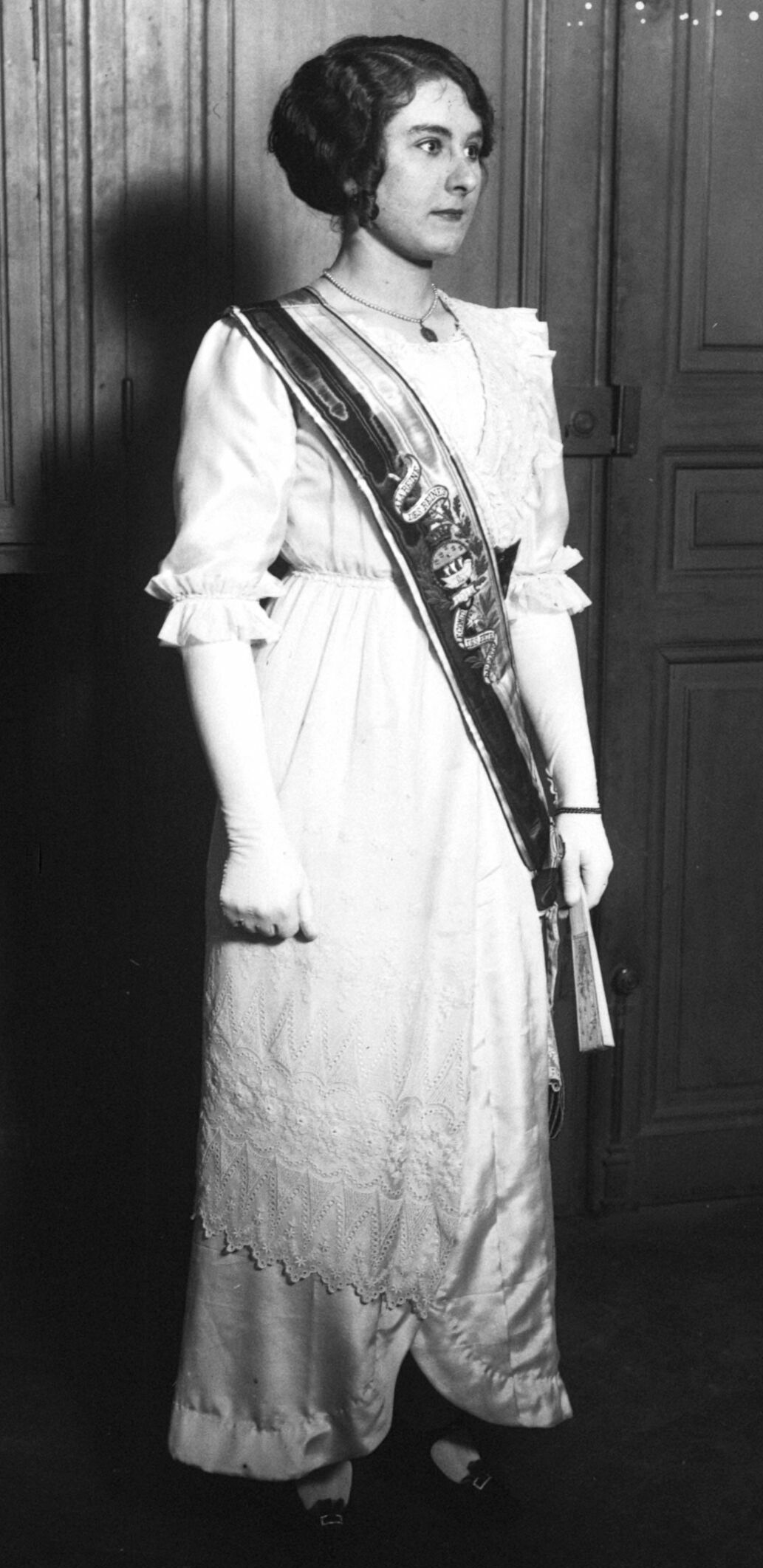
Marcelle Guillot, Reine des Reines de Paris, en 1914

- Fuchs, Caroline : Une des quatre demoiselles d'Honneur de Marie Schœnacker, Reine des Reines de Paris 1897[13].

## G
- Gabrielle, Jeanne : Reine de la Renaissance Amicale des Halles, 1911[4].

- Gauthier, Jeanne : Une des deux demoiselles d'Honneur de Marie-Louise Grimm, Reine des Reines de Paris 1895[37]

- Geffroy, Fernande : Une des quatre demoiselles d'Honneur de Marie Schœnacker, Reine des Reines de Paris 1897[13].

- Germain, Hélène : Reine du Marché des Carmes 1909[10]. Elle est brune, et est âgée de 19 ans[43]. Sa photo est parue dans le Petit Parisien, du 16 février 1909.

- Girod, Adrienne : Une des deux demoiselles d'Honneur de Jeanne Amelot, Reine de l'Union Syndicale de la Charcuterie 1911[4].

- Girault, Marthe : Une des quatre demoiselles d'Honneur de Berthe Roche, Reine des Reines de la Rive droite 1902[15].

- Godmé, Lucie : Reine du Marché Lenoir 1911[4].

- Gomez, Mathilde : Une des deux demoiselles d'Honneur de Concepcion Ledesma, Reine de Madrid, venue à Paris, pour la Mi-Carême 1906[44].

- Gommet : Une des deux demoiselles d'Honneur de Berthe Berneau, Reine du Marché Saint-Quentin 1909[12].

- Grimm, Marie-Louise : Reine des Reines de Paris 1895[37]

- Guillemet, Albertine : Une des deux demoiselles d'Honneur de Blanche Lemancel, Reine du Comité des Fêtes de la Rive Gauche, 1911[4].

- Guillot, Marcelle : Reine de la Lyre d'Or 1914. Élue Reine des Reines de Paris, le soir du 21 février 1914, à la salle des Fêtes de la mairie du Xe arrondissement. « Huit concurrentes briguaient les suffrages, et après deux tours de scrutin fort animés, c'est Mlle Marcelle Guillot, une charmante couturière de dix-huit ans, demeurant avec sa mère, 30, rue Brancion, qui se vit remettre le sceptre suprême. M. Chassaigne-Goyon, président du Conseil municipal, a ceint la nouvelle souveraine de son écharpe aux couleurs de la Ville de Paris et lui a donné l'accolade. »[45].

## H
- Hars : Une des quatre compagnes de Dauray, reine des Matelotes boulonnaises, venue à Paris, pour la Mi Carême 1914[34].

- Hébrard, Claire : Reine de Paris 1931[32].

- Henri, Yvonne : Reine du 8e arrondissement et une des quatre demoiselles d'Honneur de Georgette Fraigneux, Reine de Paris 1925[24].

- Hervé, Victorine : Une des deux demoiselles d'Honneur de Augustine Orlhac, Reine des Reines de Paris 1909[10]

- Horova, Aneta : Reine des fleurs, venue de Prague à Paris, pour la Mi-Carême 1911[42].

- Huguen : Nom d'une des deux demoiselles d'Honneur d'Henriette Pointal, Reine des Reines de Paris 1933[46].

## I
- Isembart, Mathilde : Reine des Reines de Paris 1926, élue du Comité général des fêtes (fédération des comités d'arrondissement)[47].

## J
- Jeunel : Nom d'une des quatre demoiselles d'Honneur de Jeanne Troller, Reine des Reines de la Rive gauche 1903[7].
- Juteau, Georgette : Reine des Reines de Paris 1907[48].

## K
- Kollen, Elisabeth : Reine du Commerce de Metz, venue à Paris, pour la Mi-Carême 1920[11].

## L
- Labaume, Yvonne : Une des deux demoiselles d'Honneur de Julia Contrastin, Reine des Marchés Découverts 1911[4].

- Laloue, Thérèse : Une des deux demoiselles d'Honneur de Germaine Brégnat, Reine des Reines de Paris 1913[23].

- Landrieu, Constance : Une des deux demoiselles d'Honneur de Julia Contrastin, Reine des Marchés Découverts 1911[4].

- Larbalestrier, Louis : Garçon d'Honneur de Mlle Perret et M. André Moustier Reine et Roi des Gueux des Halles 1900[9].

- Larray, Laure : Une des deux demoiselles d'Honneur de Lucie Godmé, Reine du Marché Lenoir 1911[4].

- Laurent, Amandine : Une des quatre demoiselles d'Honneur de Jeanne Troller, Reine des Reines de la Rive gauche 1903[7].

- Laurent, Renée : Reine du 10e arrondissement et une des quatre demoiselles d'Honneur de Georgette Fraigneux, Reine de Paris 1925[24].

- Lausmannova : Une des quatre reines des fleurs, parties de Prague pour participer à la Mi-Carême 1911 à Paris. Elle n'alla pas jusqu'à Paris, car « prise d'une assez forte indisposition au cours du voyage, (elle) est retournée à Prague. »[49]

- Lebeau : Reine du lavoir Sainte-Marie 1900, de la rue du Maine[9].

- Lebreton, Marie : Une des trois demoiselles d'Honneur de Marie Marlin-Poirier, Reine des Reines de Paris 1901[50].

- Leclinf, Jeanne : Une des deux Reines des Reines en 1904. Il s'agit de celle de la rive droite. L'autre, celle de la rive gauche, est Sarah Balmadier[6].

- Ledesma, Concepcion : Reine de Madrid, venue à Paris pour la Mi-Carême 1906[44].

- Leduc, Eugénie : Reine de la Rive gauche 1909[10], modiste, blonde, 19 ans. Son élection est rapportée par un quotidien du 15 février 1909, et a dû avoir lieu vers ce moment-là[12]. Elle se passe au bal Bullier. 42 votants, soit la presque totalité des membres du Comité des fêtes de la Rive gauche, prennent part au vote. Eugénie Leduc, obtient 28 voix, et est élue Reine de la Rive gauche 1909. Sa photo est parue dans le Petit Parisien, du 15 février 1909.

- Lemancel, Blanche : Reine du Comité des Fêtes de la Rive Gauche, 1911[51],[4].

- Lemire : Nom d'une des deux demoiselles d'Honneur d'Henriette Pointal, Reine des Reines de Paris 1933[46].

- Le Péru, Lucie : Reine des Reines de la Rive gauche 1902[52].

- Leroi, Désirée : une des quatre demoiselles d'Honneur de Maria Bourdillon, Reine des Reines de Paris 1898[20].

- Leroy, Alice : une des quatre demoiselles d'Honneur de Maria Bourdillon, Reine des Reines de Paris 1898[20].

- Lictaer Hélène, une des deux demoiselles d'honneur de Colette Chénier, Reine des Reines de Paris 1930[28].

- Loth, Jeanne : Une des deux demoiselles d'Honneur de Jeanne Troupel, Reine des Reines de la rive droite 1905[2].

- Louvet : Roi du lavoir Sainte-Marie 1900, de la rue du Maine[9].

### Reines des Reines de Paris

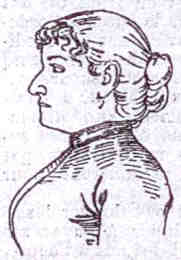
Louise Sicard, Reine des Reines 1891.

## M
- Maître, Simone : Reine de Paris 1926[53].

- Malinowsky, Victorine : Une des deux demoiselles d'Honneur de Marie-Louise Grimm, Reine des Reines de Paris 1895[37]

- Manarello, Emma : Une des cinq demoiselles d'Honneur accompagnant Rosina Ferro-Pia, Reine du Marché de Porta Palazzo, à Turin, venue à Paris, pour la Mi-Carême 1905. Chaque demoiselle d'honneur représente une des cinq provinces du Piémont[18].

- Marcelle : Nom d'une des quatre demoiselles d'Honneur de Marie Missiaux, Reine des Reines de la Rive droite 1903[7]

- Marguerite, Andrée : Une des deux demoiselles d'Honneur de Georgette Chollet, Reine de l'Association Artistique du 13e Arrondissement 1911[4].

- Marle-Meunier, Louise : Une des trois demoiselles d'Honneur de Marie Marlin-Poirier, Reine des Reines de Paris 1901[50].

- Marlin-Poirier, Marie : Reine des Reines de Paris 1901, marchande de verdure aux Halles[50].

- Masson : Nom d'une des quatre demoiselles d'Honneur de Jeanne Troller, Reine des Reines de la Rive gauche 1903[7].

- Mathieu, Eugène : Roi du lavoir des Enfants Rouges 1900[9].

- Mellenbach, Françoise : Reine du Marché Lenoir 1909[10].

- Millaubach, Louise : Une des quatre demoiselles d'Honneur de Berthe Roche, Reine des Reines de la Rive droite 1902[15]. Peut-être son nom mal orthographié est en fait Mellenbach. Elle serait alors apparentée à Françoise Mellenbach.

- Missiou, Marie : Reine des Reines de Paris 1903[54].

- Molano, Nathalina : Une des cinq demoiselles d'Honneur accompagnant Rosina Ferro-Pia, Reine du Marché de Porta Palazzo, à Turin, venue à Paris, pour la Mi-Carême 1905. Chaque demoiselle d'honneur représente une des cinq provinces du Piémont[18].

- Morin, Fernande : Reine des Reines de Paris 1908[48].

- Moulieu, Augustine Reine des Marchés découverts 1905. « Les vingt-neuf marchés découverts de Paris, comprenant environ 5,000 titulaires ont élu, cette année pour la première fois, une reine qui les représentera aux fêtes de la Mi-Carême. ... La majorité absolue a désigné pour la dignité suprême Mlle Augustine Moulieu, âgée de vingt-et-un ans, bouchère au marché Popincourt. Mlle Moulieu, comme presque toutes les élues de cette année est brune. »[55]

- Moustier, André : Roi des Gueux des Halles 1900[9].

- Mungira, Louise : Une des deux demoiselles d'Honneur de Concepcion Ledesma, Reine de Madrid, venue à Paris, pour la Mi-Carême 1906[44].

## N
- Neuburger, Hélène : reine des matelotes du Courgain, quartier maritîme de Calais, une des quatre reines de Calais, venue à Paris, pour la Mi-Carême 1906[25].

- Nulli, Maria : Reine des Marchés de Milan, venue à Paris pour la Mi-Carême 1905, ainsi qu'une autre délégation italienne, celle de Mlle Rosina Ferro-Pia, Reine du Marché de Porta Palazzo à Turin. La délégation de Milan compte 100 personnes. Turinois et Milanais se disputèrent à Paris à propos de questions de préséance de leurs reines respectives[40].

## O
- Orlhac, Augustine : Reine des Reines de Paris 1909, Reine de l'union syndicale de la Charcuterie 1909. 24 ans, fille de pauvres cultivateurs de Regnac, Aveyron, avant-dernière de 8 enfants, commise chez Lagrange, Charcutier, 111 avenue Victor Hugo, Paris[10].

- Oswin, Hélène : reine de la Mode, une des quatre reines de Calais, venues à Paris pour la Mi-Carême 1906[25].

- Ozouf, Clotilde : Reine des Reines de Paris 1900[9].

## P
- Pache, l'Aurore : une des deux demoiselles d'Honneur de Hermance Taverney, Palès, déesse du Printemps de la Fête des Vignerons de Vevey 1905, venue à Paris, pour la Mi-Carême 1906[31].

- Papon, Hélène : « Abeille du VIIIe arrondissement » et l'une des deux demoiselles d'Honneur de Geneviève Durand, « abeille du IIe arrondissement » et « reine des Abeilles 1923 ». Elle est couturière et a 18 ans[17].

- Pare, Suzanne : Une des quatre demoiselles d'Honneur de Marie Missiaux, Reine des Reines de la Rive droite 1903[7].

- Pecq Alfreda : une des deux demoiselles d'honneur de Colette Chénier, Reine des Reines de Paris 1930[28].

- Perréard, Émile : Garçon d'Honneur de Eugénie Barbier et M. Cartier, Reine et Roi de la Renaissance des Halles 1900[9].

- Perret : Reine des Gueux des Halles 1900[9].

- Perret, Augustine : Demoiselle d'Honneur de Perret (Mlle) et André Moustier Reine et Roi des Gueux des Halles 1900[9].

- Petauton, Suzanne : Reine des Reines de Paris 1929[56].

- Petit, Eugénie : Reine des Reines de Paris 1893[39].

- Pierre, Félicie : Une des trois demoiselles d'Honneur d'Henriette Delabarre, Reine des Reines de Paris 1892[35], puis une des deux demoiselles d'Honneur de Marie Bonhomme Reine des Reines de Paris 1894. Son portrait, en médaillon, apparaît, avec ses nom et prénom, dans le programme officiel de la Mi-Carême 1893, dans le fond et au-dessus du portrait d'Eugénie Petit, Reine des Reines de Paris 1893.

- Petit : Une des trois demoiselles d'Honneur d'Henriette Delabarre, Reine des Reines de Paris 1892[35].

- Petit, Georgette : Demoiselle d'Honneur de Lucie Godmé, Reine du Marché Lenoir 1911[4].

- Pinaud, Marie : 16 ans, une des deux demoiselles d'Honneur de Hélène Germain, Reine du Marché des Carmes 1909[43].

- Pointal, Henriette : Reine des Reines de Paris 1933[46],[57].

- Poirier : Nom sous lequel figure parfois Marie Marlin-Poirier, Reine des Reines de Paris 1901[58]

- Pouyet, Émilie : une des quatre demoiselles d'Honneur de Charlotte Proisy, Reine des Reines de Paris 1899[8].

- Pradier, Marie : Demoiselle d'Honneur de Jeanne Renaud, Reine de l'Estudiantina des Fêtes de Paris, 1911[4].

- Proisy, Charlotte : Reine des Reines de Paris 1899[59].

## Q
- Quéru, Jeanne : Reine des Reines de Paris, 1911[4], Reine du Comité des Fêtes des Commerçants du Xe Arrondissement, 1911[60]. Le jour de la Mi-Carême, elle a été filmée par les Actualités Eclair (voir la Filmographie du Carnaval de Paris).

## R

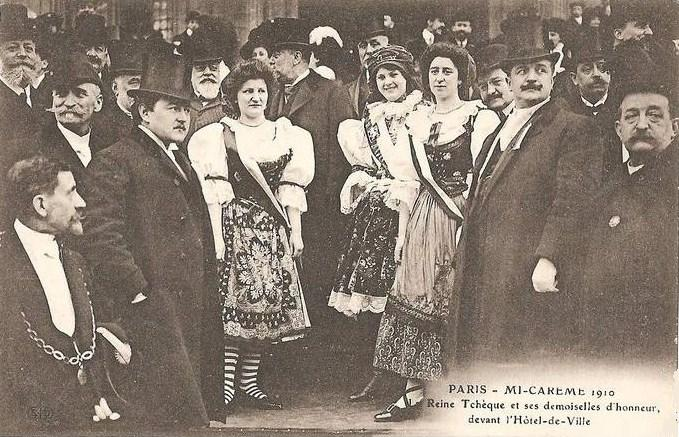
La Reine Tchèque Ruzena Brazova encadrée par ses deux demoiselles d'honneur, les sœurs Vanek, à l'Hôtel de ville de Paris, mars 1910.

- Randau, Marie : Reine des Matelottes, de Calais, venue à Paris, pour la Mi-Carême 1909[5].

- Reginetta palatina Petite reine palatine : Titre en italien donné, à Turin, aux Reines du Marché de Porta Palazzo, parmi lesquelles Rosina Ferro-Pia et Adelaïde Revelli, venues à Paris, pour la Mi-Carême, la première en 1905, la seconde en 1914. Ce titre, utilisé en Italie, n'apparaît pas dans la presse française[61].

- Reine de Paris : titre porté à partir des années 1920 par la reine concurrente de la Reine des Reines de Paris élue pour la Mi-Carême.

- Reine des blanchisseuses : titre porté par la reine élue pour la Mi-Carême par les lavoirs parisiens et par au moins aussi quelques lavoirs de la banlieue. Jeanne Sauterie fut Reine des blanchisseuses de 1830 à 1848.

- Reine des Blanchisseuses (La) : œuvre théâtrale de Rougemont, Hennery et Granger donnée pour la première fois le 25 septembre 1838 au Théâtre des Variétés.

- Reine des Reines : titre donné à partir de la Mi-Carême 1891 à la Reine des blanchisseuses. Celle-ci, à partir de 1895 n'est plus élue par les blanchisseuses et ne fait plus partie de cette corporation. À ses tout débuts la Reine des Reines était aussi appelée la Reine des blanchisseuses.

- Reine des Reines (Char de la) : onzième et dernier char du cortège de la Mi-Carême 1911 créé par le décorateur Hallé[4].

- Reine du lavoir : titre porté par la reine élue d'un lavoir. Ce titre était complété par le nom du lavoir.

- reines italiennes (Les) : Ainsi la presse parisienne appelait Rosina Ferro-Pia, Reine du Marché de Porta Palazzo, à Turin, et Maria Nulli, Reine des Marchés de Milan, venues à Paris, pour la Mi-Carême 1905. Le char sur lesquelles elles défilèrent, le 30 mars 1905, s'appelait le char des reines italiennes.

- Renaud, Jeanne : Reine de l'Estudiantina des Fêtes de Paris, 1911[4].

- Renaud, Suzanne : Une des deux demoiselles d'Honneur de Marie Rolland, Reine de l'Harmonie des Fêtes de Paris, 1911[4].

- Revelli, Adelaïde : Reine du Marché de Porta Palazzo à Turin, élue en 1913 et venue à Paris, pour la Mi-Carême 1914[62].
- Ridon, Paulette : une des deux demoiselles d’honneur de Jeanne Champ, reine de Paris de 1924[26].

- Riether, Cécile (ou Marie) : Reine de l'Épicerie 1909[10] Cécile Riether, a été élue Reine de l'Épicerie, le mercredi 10 février 1909, au siège du Syndicat de l'Épicerie, 12 rue Saint Bon, Paris 4e. Elle est brune, a 18 ans. L'an dernier (1908), elle était demoiselle d'honneur. Elle habite 8 rue Lamarck et est employée chez ses parents, épiciers. Elle a été élue à l'unanimité[63]. Le Petit Parisien, lui donne pour prénom « Marie », dans son numéro du 11 février, et « Cécile », dans son numéro du 22 février 1909.

- Roche, Berthe : Reine des Reines de la Rive droite 1902[15].

- Roi : titre donné jadis à l'homme qui accompagnait la Reine élue d'un lavoir au moment de la Mi-Carême. C'était parfois d'office le patron du lavoir. Dans les lavoirs les hommes étaient rares et parmi eux se trouvait souvent le patron de l'établissement. S'il était choisi comme roi il accompagnait son élection et la fête en offrant largement à boire à la reine et ses sujets.

- Rolet (ou Drolet), Marie : Reine de la Halle, de Calais, venue à Paris, pour la Mi-Carême 1909[5].

- Rolland, Marie : Reine de l'Harmonie des Fêtes de Paris, 1911[4].

- Romelotte, Eugénie : Reine du Marché des Carmes, Reine des Reines de Paris 1901, déchue et remplacée par Marie Marlin-Poirier[50].

- Rousseliere, Léontine : Demoiselle d'Honneur de Jeanne Renaud, Reine de l'Estudiantina des Fêtes de Paris, 1911[4].

- Rouzaire, Hélène : Reine des Marchés découverts 1909[10] Sa photo a paru dans Le Petit Parisien, du 16 février 1909.

## S
- Salat, Marie : Une des deux demoiselles d'Honneur de Augustine Orlhac, Reine des Reines de Paris 1909[10]

- Sardine, Jeanne : Demoiselle d'Honneur de Georgette Chollet, Reine de l'Association Artistique du 13e Arrondissement 1911[4].

- Sasse, Flore : une des quatre demoiselles d'Honneur de Maria Bourdillon, Reine des Reines de Paris 1898[20].

- Sauterie, Jeanne (Mlle ou Mme) : Reine des blanchisseuses de Paris de 1830 à 1847. Un journal[64] fait l'éloge posthume de Jeanne Sauterie, « la plus belle des blanchisseuses, dont elle a été dix-sept fois la reine ». « Jeanne Sauterie, qui était admirablement jolie, était en 1830 âgée de dix-huit ans. Malgré les propositions de toutes sortes que lui firent ses admirateurs, elle resta sage et se maria. Tous les ans, quand venait la fête des blanchisseuses, Jeanne Sauterie trônait en haut du char classique, vêtue en Diane chasseresse. Comme elle était extrêmement économe, le même costume lui a servi pendant ses dix-sept ans de royauté ! »

- Scaramusse, Eugénie : 17 ans, une des deux demoiselles d'Honneur de Mlle Hélène Germain, Reine du Marché des Carmes 1909[43].

- Schall (Mme) : Reine du lavoir des Enfants Rouges 1900[9].

- Schneider, Marie : Une des deux demoiselles d'Honneur de Marcelle Decker, Reine des Marchés du Temple 1911[4].

- Schœnacker, Marie : Reine des Reines de Paris 1897[13]

- Sicard, Louise : Reine du lavoir Milton, élue Reine des Reines de Paris 1891[65],[66]. Il s'agit de la première Reine des Reines de Paris. Le Progrès Illustré supplément littéraire du Progrès de Lyon écrit à son sujet le 15 mars 1891 page 8 : « les organisateurs (de la Mi-Carême parisienne) ont voulu apporter à cette fête un élan nouveau : ils ont voulu avoir une reine des reines. Pour cela les maitresses blanchisseuses se sont réunies en conseil secret pour désigner celle qui devait porter ce titre. À l'unanimité elles ont nommé Mlle Sicard dont nous donnons le portrait en première page. La reine des blanchisseuses est une belle fille de vingt-six ans, à la chevelure très brune, au teint mat, à la bouche souriante, aux yeux vifs. Lorsqu'elle était au lavoir Saint-Ange elle en avait été élue reine deux années de suite. Elle appartient maintenant au lavoir de la rue Milton. C'est là qu'au lendemain de la fête, après avoir jeté un dernier coup d'œil à sa robe royale, elle a repris courageusement sa besogne quotidienne. » Le roi qui accompagne Louise Sicard est M. Moingeon.

- Skoupova, Bozena : Reine des reines des fleurs, venue de Prague à Paris, pour la Mi-Carême 1911. Elle fut élue Reine des reines, une fois arrivée à Paris, choisie parmi trois reines des fleurs praguoises (la participation d'une quatrième reine des fleurs, Lausmannova, était initialement prévue)[42].

- Soreuil, Aimée : une des quatre demoiselles d'Honneur de Charlotte Proisy, Reine des Reines de Paris 1899[8].

- Speroni, Marta : Venue à Paris, pour la Mi-Carême 1906. Une jolie petite jeune fille brune, qui parle seulement italien. Elle a beaucoup de succès à Paris. Reine des Commerces de Rome, présentée également comme « Reine de Rome », par les journaux français, suivant le même principe qui fait que la Reine des Reines du Comité des Fêtes de Paris, est présentée comme la « Reine des Reines de Paris ». Dans la délégation romaine, sa mère l'accompagne[67].

- Stock, Louise : Une des quatre demoiselles d'Honneur de Berthe Roche, Reine des Reines de la Rive droite 1902[15], et l'année suivante l'une des quatre demoiselles d'Honneur de Marie Missiaux, Reine des Reines de la Rive droite 1903[7].

- Surveillant, Florine : Reine de l'industrie balnéaire, une des deux demoiselles d'Honneur de Magda Asaert, reine d'Ostende, venue à Paris, pour la Mi-Carême 1909[5].

- Sykorova, Héléna : Reine des fleurs, venue de Prague à Paris, pour la Mi-Carême 1911[42].

## T
- Taverney, Hermance : Palès, déesse du Printemps de la Fête des Vignerons de Vevey 1905, venue à Paris, pour la Mi-Carême 1906. Ses deux demoiselles d'Honneur sont Pache, l'Aurore et Chollet, le Jour[31].

- Teralla, Rosina : Une des cinq demoiselles d'Honneur accompagnant Rosina Ferro-Pia, Reine du Marché de Porta Palazzo, à Turin, venue à Paris, pour la Mi-Carême 1905. Chaque demoiselle d'honneur représente une des cinq provinces du Piémont[18].

- Thomas : Reine du 7e arrondissement, une des deux demoiselles d'Honneur d'Odette Vercheval, Reine des Reines de Paris 1939[38].

- Torrea, Valentina : Reine de Lisbonne, venue à Paris, pour la Mi-Carême 1906[68].

- Tournois : Une des quatre demoiselles d'Honneur de Elisabeth Kollen, Reine du Commerce de Metz, venue à Paris, pour la Mi-Carême 1920[11].

- Toyer, Pauline : Reine des Reines de la rive gauche 1905[69].

- Tremblay, Suzanne : Une des deux demoiselles d'Honneur de Jeanne Gabrielle, Reine de la Renaissance Amicale des Halles 1911[4].

- Tremblay, Yvonne : Une des deux demoiselles d'Honneur de Marie Rolland, Reine de l'Harmonie des Fêtes de Paris 1911[4].

- Troller, Jeanne : Reine des Reines de la Rive gauche 1903[7].

- Troupel, Jeanne : Demoiselle d'Honneur d'Eugénie Albaret, Reine de la Renaissance des Halles 1903[70]. Devient ensuite Reine des Reines de la rive droite 1905, ses deux demoiselles d'Honneur sont Marie Albaret et Jeanne Loth[71].

## V
- Vanek (Les sœurs) : Deux sœurs, demoiselles d'Honneur de Ruzena Brazova, Reine tchèque, venue de Prague à Paris, pour la Mi-Carême 1910[22].

- Vidal, Eugénie : Demoiselle d'Honneur d'Eugénie Barbier et Cartier, Reine et Roi de la Renaissance des Halles 1900[9], puis une des trois demoiselles d'Honneur de Marie Marlin-Poirier, Reine des Reines de Paris 1901[50].

- Vercheval, Odette : Reine des Reines de Paris 1939[38].

## Z
- Zemsdeg (M. et Mme), : Reine et Roi du lavoir Sainte-Eugénie 1900[9].

- Zizi-Chiffon : Fillette, Reine des biffins (chiffonniers) de Paris, pour la Mi-Carême 1905[72].

## 2. Liste chronologique
- Liste à compléter :

## 16 mars 1939
- Vercheval, Odette Reine des Reines de Paris 1939[38].

Duffeau  Reine du 12e arrondissement,
Thomas  Reine du 7e arrondissement, demoiselles d'Honneur.

## 23 mars 1933
- Pointal, Henriette Reine des Reines de Paris 1933[46],[57].

Lemire,
Huguen, demoiselles d'Honneur.

## 12 mars 1931
- Hébrard, Claire Reine de Paris 1931[32]
- Clément, Lucienne Reine des Reines de Paris 1931[32]

## 27 mars 1930
- Chénier, Colette Reine des Reines de Paris 1930

Demoiselles d'honneur :
Lictaer, Hélène
Pecq, Alfreda

## 7 mars 1929
- Petauton, Suzanne : Reine des Reines de Paris 1929[56]

## 11 mars 1926
- Maître, Simone Reine de Paris 1926.[53]
- Isembart, Mathilde Reine des Reines de Paris 1926[47]

## 19 mars 1925
- Fraigneux, Georgette Reine de Paris 1925, reine du 20e arrondissement.[24]

Camier, Henriette, Esmeralda des forains,
Delapierre, Monique, reine du 5e arrondissement,
Henri, Yvonne, reine du 8e arrondissement,
Laurent, Renée, reine du 10e arrondissement, demoiselles d'Honneur.

## 27 mars 1924
- Aucune élection de Reine des Reines pour la première fois depuis l'interruption de 1915-1918.
- L’élection d’une reine de Paris est organisée plus tard dans l’année, le 28 juin 1924. Elle désigne : Champ, Jeanne, abeille du 19e arrondissement, reine de Paris ; Chauvin, Odette et Ridon, Paulette, demoiselles d’honneur[26].

## 8 mars 1923
- Durand, Geneviève, « abeille du IIe arrondissement » et « reine des Abeilles »,

Bonfils, Jeanne, « abeille du Xe arrondissement »,
Papon, Hélène, « abeille du VIIIe arrondissement », demoiselles d'Honneur.

## 23 mars 1922
- Buchet, Germaine Reine du 12e arrondissement, Reine des Reines de Paris 1922[73]

## 3 mars 1921
- Béclu, Yvonne Reine des Reines de Paris 1921[14]

## 11 mars 1920
- Bataille, Lucile Reine des Reines de Paris 1920[11].
- Reines du Commerce de Metz :
- Kollen, Elisabeth Reine.[11]

Tournois,
Bourgeois,
Courtuge,
Bessier, demoiselles d'Honneur.

## 1915-1918
- Interruption du Carnaval.

## 19 mars 1914
- Guillot, Marcelle Reine de la Lyre d'Or, Reine des Reines de Paris 1914[45].
- Revelli, Adelaïde Reine du Marché de Porta Palazzo à Turin.[62]
- Reine de Boulogne-sur-Mer :
- Dauray Reine des Matelotes boulonnaises.[34]

Delove,
Demais,
Delpierre,
Hars, demoiselles d'Honneur.

## 27 février 1913
- Brégnat, Germaine Reine des Reines de Paris 1913

Laloue, Thérèse,
Fournil, Eugénie, demoiselles d'Honneur.

## 14 mars 1912
- Paradeis, Marcelle, Reine des Reines de Paris 1912.

## La Reine des Reines et les Reines de Paris
| - 1. Reine des Reines de Paris - Quéru, Jeanne Reine des Reines de Paris 1911, Reine du Comité des Fêtes des Commerçants du Xe Arrondissement. - 2. Reine de l'Association Artistique du 13e Arrondissement. - Chollet, Georgette Reine. Marguerite, Andrée, Sardine, Jeanne, demoiselles d'Honneur. - 3. Reine du Comité des Fêtes de la Rive Gauche - Lemancel, Blanche Reine. Coupez, Marguerite, Guillemet, Albertine, demoiselles d'Honneur. - 4. Reine de l'Estudiantina des Fêtes de Paris - Renaud, Jeanne Reine. Pradier, Marie, Rousseliere, Léontine, demoiselles d'Honneur. - 5. Reine de l'Harmonie des Fêtes de Paris - Rolland, Marie Reine. Renaud, Suzanne, Tremblay, Yvonne, demoiselles d'Honneur. | - 6. Reine des Marchés découverts - Contrastin, Julia Reine. Labaume, Yvonne, Landrieu, Constance, demoiselles d'Honneur. - 7. Reine du Marché Lenoir. - Godmé, Lucie Reine. Petit, Georgette, Larray, Laure, demoiselles d'Honneur. - 8. Reine des Marchés du Temple - Decker, Marcelle Reine. Falize, Juliette, Schneider, Marie, demoiselles d'Honneur. - 9. Reine de la Renaissance Amicale des Halles - Gabrielle, Jeanne Reine. Dusson, Amélie, Tremblay, Suzanne, demoiselles d'Honneur. - 10. Reine de l'Union Syndicale de la Charcuterie. - Amelot, Jeanne Reine. Bouyssou, Germaine, Girod, Adrienne, demoiselles d'Honneur. |

- Reines tchèques :
- Skoupova, Bozena Reine des reines.[42]

Autres reines des fleurs :
Horova, Aneta,
Sykorova, Héléna,
Lausmannova.

## 3 mars 1910
- Choque, Thérèse, ou Chocque Reine des Reines de Paris 1910.[76]

Dubois, Madeleine,
Choque, Eugénie, demoiselles d'Honneur.
- Gaillard, Elisa  Reine des Reines de Paris 1910.

Elle remplace Thérèse Choque (ou Chocque).
- Reine tchèque :
- Brazova, Ruzena Reine[22].

Vanek (Les sœurs),, demoiselles d'Honneur,
et des cavaliers d'Honneur.

## 18 mars 1909
- Orlhac, Augustine Reine des Reines de Paris 1909, Reine de l'Union syndicale des Charcutiers[10]

Hervé, Victorine,
Salat, Marie, demoiselles d'Honneur
- Barbier, Eugénie Reine de la Renaissance des Halles[10]

Coste, Yvonne,,
Duchène, Alice, demoiselles d'Honneur.
- Berneau, Berthe Reine du Marché Saint-Quentin[10]

Courbet,
Gommet, demoiselles d'Honneur.
- Dif, Jeanne Reine du Marché du Temple[10]
- Duprey, Henriette Reine du Marché de la Chapelle[10]
- Germain, Hélène Reine du Marché des Carmes[10]

Pinaud, Marie,
Scaramusse, Eugénie, demoiselles d'Honneur.
- Leduc, Eugénie Reine de la Rive gauche[10]

Chocque ou Choque, Thérèse
et Eugénie demoiselles d'Honneur.
- Mellenbach, Françoise Reine du Marché Lenoir[10]
- Riether, Cécile ou Marie Reine de l'Épicerie[10]
- Rouzaire, Hélène Reine des Marchés découverts[10]

Boirault,
Baudel, demoiselles d'Honneur.
- Reines de Calais :
- Dutertre, Louise Reine du Courgain, quartier maritîme de Calais[5]
- Randau, Marie Reine des Matelottes[5]
- Rolet ou Drolet, Marie Reine de la Halle[5]
- Reines d'Ostende :
- Asaert, Magda Reine d'Ostende.[5]

Fermote, Hélène reine de la Pêche,
Surveillant, Florine reine de l'industrie balnéaire, demoiselles d'Honneur.

## 26 mars 1908
- Morin, Fernande Reine des Reines de Paris 1908[48].

Bourget, Lucie,
Brottin, Julie, demoiselles d'Honneur.

## 7 mars 1907
- Juteau, Georgette Reine des Reines de Paris 1907.[48]

## 22 mars 1906
- Blanche, Rosa Reine des Reines de Paris 1906.[16]
- Torrea, Valentina Reine de Lisbonne.[80]
- Ledesma, Concepcion Reine de Madrid.[44]

Mungira, Louise,
Gomez, Mathilde, demoiselles d'Honneur.
- Speroni, Marta Reine de Rome.[81]
- Taverney, Hermance Palès, déesse du Printemps de la Fête des vignerons de Vevey 1905[31].

Pache, l'Aurore,
Chollet, le Jour, demoiselles d'Honneur.
- Reines de Calais :
- Derender, Germaine reine de la Dentelle,[25]
- Cattez, Berthe, reine de l'Elégance,[25]
- Oswin, Hélène, reine de la mode,[25]
- Neuburger, Hélène, reine des matelotes du Courgain, quartier maritime de Calais.[25]

## 30 mars 1905
- Deux Reines des Reines :
- Troupel, Jeanne Reine des Reines de la rive droite 1905.[71]

Loth, Jeanne,
Albaret, Marie, demoiselles d'Honneur.
- Toyer, Pauline Reine des Reines de la rive gauche 1905[69].
- Moulieu, Augustine Reine des Marchés découverts[55].
- Zizi-Chiffon, Reine des biffins (chiffonniers)[72].
- Nulli, Maria  Reine des Marchés de Milan.[82]
- Ferro-Pia, Rosina Reginetta palatina 1904[61], Reine du Marché de Porta Palazzo, à Turin[83].

Bosco, Marianne,
Manarello, Emma,
Bongiovani, Pierina,
Teralla, Rosina,
Molano, Nathalina, demoiselles d'Honneur.

## 10 mars 1904
- Deux Reines des Reines :
- Balmadier, Sarah Reine des Reines de la rive gauche.[6]
- Leclinf, Jeanne Reine des Reines de la rive droite.[6]

## 19 mars 1903
- Deux Reines des Reines :
- Missiaux, Marie Reine des Reines de la Rive droite 1903[54].

Marcelle,
Debrécourt, Juliette,
Pare, Suzanne,
Stock, Louise, demoiselles d'Honneur
- Troller, Jeanne Reine des Reines de la Rive gauche 1903

Masson,
Barbare,
Jeunel,
Laurent, Amandine, demoiselles d'Honneur.

## 6 mars 1902
- Deux Reines des Reines :
- Le Péru, Lucie, Reine des Reines de la Rive gauche[52]
- Roche, Berthe, Reine des Reines de la Rive droite

Bernard,
Stock, Louise,
Millaubach, Louise,
Girault, Marthe, Reine du marché Saint-Germain, demoiselles d'Honneur.

## 14 mars 1901
- Romelotte, Eugénie, Reine des Reines de Paris 1901 élue, puis déchue[50].
- Marlin-Poirier, Marie Reine des Reines de Paris 1901[50].

Lebreton, Marie,
Vidal, Eugénie,
Marle-Meunier, Louise, demoiselles d'Honneur.

## 22 mars 1900
- Ozouf, Clotilde Reine des Reines de Paris 1900.[9]
- Barbier, Eugénie et Cartier, Reine et Roi de la Renaissance des Halles.[9]

Vidal, Eugénie, demoiselle d'Honneur,
Perréard, Émile garçon d'Honneur.
- Perret (Mlle) et Moustier, André Reine et Roi des Gueux des Halles.[9]

Perret, Augustine, demoiselle d'Honneur,
Larbalestrier, Louis, garçon d'Honneur.
- Schall (Mme) et Mathieu, Eugène, Reine et Roi du lavoir des Enfants Rouges.[9]
- Zemsdeg, (M. et Mme) Reine et Roi du lavoir Sainte-Eugénie.[9]
- Lebeau (Mlle) et Louvet, Reine et Roi du lavoir Sainte-Marie, de la rue du Maine.[9]

Dozier (Mme) reine-mère,
Bellegueule, Céline,
Villier, demoiselles d'Honneur.
- Martin, Augustine Reine du grand lavoir moderne de la rue Oberkampf[9].

## 9 mars 1899
- Proisy, Charlotte Reine des Reines de Paris 1899[59].

Soreuil, Aimée,
Barbier, Eugénie,
Pouyet, Émilie,
Dubois, Laure, demoiselles d'Honneur

## 17 mars 1898
- Bourdillon, Maria Reine des Reines de Paris 1898

Leroy, Alice,
Leroi, Désirée,
Sasse, Flore,
Cazeaux, Jeanne, demoiselles d'Honneur.

## 25 mars 1897
- Schœnacker, Marie : Reine des Reines de Paris 1897[13]

Becker, Marie,
Croiza, Thérèse,
Fuchs, Caroline,
Geffroy, Fernande, demoiselles d'Honneur

## 12 mars 1896
- Dufoulloy, Henriette Reine des Reines de Paris 1896[39].

## 21 mars 1895
- Grimm, Marie-Louise Reine des Reines de Paris 1895

M. Delabérette, Roi
Gauthier, Jeanne
Malinowsky, Victorine demoiselles d'Honneur

## 1ermars 1894
- Bonhomme, Marie Reine des Reines de Paris 1894[19].

Pierre, Félicie,
Bouffé, demoiselles d'Honneur.

## 9 mars 1893
- Petit, Eugénie Reine des Reines de Paris 1893[39].

## 24 mars 1892
- Delabarre, Henriette Reine des Reines de Paris 1892[36].

Demoiselles d'honneur :
Delabarre, Anaïs,
Pierre, Félicie,
Petit.

## 5 mars 1891
- Sicard, Louise Reine des Reines de Paris 1891[65],[66].

## 1830 à 1852
- Sauterie, Jeanne (Mlle ou Mme) Reine des blanchisseuses de Paris[64]. Elle aurait été reine de 1830 à 1848.

Ce que contredit, au moins en partie, une revue qui donne quelques autres noms de reines des blanchisseuses de Paris :
- Marie Gaupin (avant 1845)
- 1845 Blanche Chassa
- 1848 Aurélie Vioux
- 1850 – 51 – 52 Annette Leduc

## 3. Liste analytique
- Liste à compléter :

## Lisbonne
- 1906 – Torrea, Valentina Reine de Lisbonne[80].

## Madrid
- 1906 – Ledesma, Concepcion Reine de Madrid[44].

Mungira, Louise,
Gomez, Mathilde, demoiselles d'Honneur.

## Milan
- 1905 – Nulli, Maria Reine des Marchés de Milan.[82]

## Ostende
- 1909 – Asaert, Magda Reine d'Ostende.[5]

Fermote, Hélène, reine de la Pêche,
Surveillant, Florine, reine de l'industrie balnéaire, demoiselles d'Honneur.

## Prague[85]
- 1910 – Brazova, Ruzena Reine tchèque[22].

Vanek (Les sœurs),, demoiselles d'Honneur,
et des cavaliers d'Honneur.
- 1911 – Skoupova, Bozena Reine des reines des fleurs[42]

Autres reines des fleurs :
Horova, Horova
Sykorova, Héléna
Lausmannova.

## Rome
- 1906 – Speroni, Marta Reine des Commerces de Rome.[81]

## Turin
Reines du Marché de Porta Palazzo
- 1905 – Ferro-Pia, Rosina Reginetta palatina 1904.[83]

Bosco, Marianne,
Manarello, Emma,
Bongiovani, Pierina,
Teralla, Rosina,
Molano, Nathalina demoiselles d'Honneur.
- 1914 – Revelli, Adelaïde Reginetta palatina 1913.[62]

## Vevey
- 1906 – Taverney, Hermance Palès, déesse du Printemps de la Fête des Vignerons de Vevey 1905.[31]

Pache, l'Aurore,
Chollet, le Jour, demoiselles d'Honneur.

## Boulogne-sur-Mer
- 1914 – Dauray Reine des Matelotes boulonnaises.[34]

Ses compagnes de Boulogne :
Delove,
Demais,
Delpierre,
Hars.

## Calais
- 1906 – Cattez, Berthe reine de l'Elégance.[25]
- 1906 – Derender, Germaine reine de la Dentelle.[25]
- 1906 – Neuburger, Hélène reine des matelotes du Courgain, quartier maritîme de Calais.[25]
- 1906 – Oswin, Hélène reine de la mode.[25]

- 1909 – Dutertre, Louise Reine du Courgain, quartier maritîme de Calais[5]
- 1909 – Randau, Marie Reine des Matelottes[5]
- 1909 – Rolet, Marie ou Drolet Reine de la Halle[5]

## Metz
- 1920 – Kollen, Elisabeth Reine du Commerce de Metz.[11]

Tournois,
Bourgeois,
Courtuge,
Bessier, demoiselles d'Honneur.

## Arrondissements
- 1925. Delapierre, Monique Reine du 5e arrondissement[24].
- 1925. Henri, Yvonne Reine du 8e arrondissement[24].
- 1925. Laurent, Renée Reine du 10e arrondissement[24].
- 1925. Fraigneux, Georgette Reine du 20e arrondissement, Reine de Paris 1925[24].

## Association Artistique du13eArrondissement
- 1911. Chollet, Georgette Reine[4].

Marguerite, Andrée,
Sardine, Jeanne, demoiselles d'Honneur.

## Blanchisseuses[86]
- 1830 à 1847. Sauterie, Jeanne (Mlle ou Mme)[64].

## Carmes
- Reines du Marché des Carmes :

- 1909. Germain, Hélène Reine.[10]

Pinaud, Marie,
Scaramusse, Eugénie, demoiselles d'Honneur.

## Chapelle
- Reines du Marché de la Chapelle :

- 1909. Duprey, Henriette Reine[10]

## Charcuterie
- Reines de l'Union Syndicale de la Charcuterie :

- 1909. Orlhac, Augustine Reine & Reine des Reines de Paris  1909[10]

- 1911. Amelot, Jeanne Reine.[4]

Bouyssou, Germaine,
Girod, Adrienne, demoiselles d'Honneur.

## Chiffonniers
- Zizi-Chiffon, Reine des biffins[72].

## Enfants Rouges
- Reines et Rois du lavoir des Enfants Rouges :

- 1900. Schall (Mme) et Mathieu, Eugène Reine et Roi.[9]

## Épicerie
- 1909. Riether, Cécile ou Marie Reine.[10]

## Esméralda des forains
- 1925. Camier, Henriette[24]

## Estudiantina[74]
- 1911. Renaud, Jeanne Reine.[4]

Pradier, Marie,
Rousseliere, Léontine, demoiselles d'Honneur.

## Grand lavoir moderne de la rue Oberkampf
- 1900. Martin, Augustine Reine[9].

## Gueux des Halles
- 1900. Perret et M. André Moustier Reine et Roi.[9]

Perret, Augustine, demoiselle d'Honneur,
Larbalestrier, Louis, garçon d'Honneur.

## Harmonie des Fêtes de Paris
- 1911. Rolland, Marie Reine.[4]

Renaud, Suzanne,
Tremblay, Yvonne, demoiselles d'Honneur.

## Lenoir
- Reines du Marché Lenoir :

- 1909. Mellenbach, Françoise Reine[10]

- 1911. Godmé, Lucie Reine.[4]

Petit, Georgette,
Larray, Laure, demoiselles d'Honneur.

## Marchés découverts
- 1905. Moulieu, Augustine Reine.[55]

- 1909. Rouzaire, Hélène Reine[10]

Boirault,
Baudel, demoiselles d'Honneur.
- 1911. Contrastin, Julia Reine.[4]

Labaume, Yvonne,
Landrieu, Constance, demoiselles d'Honneur.

## Paris[1]

### Reines des Reines de Paris[1]
- 1891 – Sicard, Louise[65],[66]
- 1892 – Delabarre, Henriette[36]

Delabarre, Anaïs,
Pierre, Félicie,
Petit, demoiselles d'Honneur.
- 1893 – Petit, Eugénie[39]
- 1894 – Bonhomme, Marie[19]

Pierre, Félicie,
Bouffé, demoiselles d'Honneur.
- 1895 – Grimm, Marie-Louise

Gauthier, Jeanne,
Malinowsky, Victorine, demoiselles d'Honneur.
- 1896 – Dufoulloy, Henriette[39]
- 1897 – Schœnacker, Marie[13]

Becker, Marie,
Croiza, Thérèse,
Fuchs, Caroline,
Geffroy, Fernande, demoiselles d'Honneur.
- 1899 – Proisy, Charlotte[59]
- 1900 – Ozouf, Clotilde[88]
- 1901 – Romelotte, Eugénie, élue Reine des Reines, puis déchue[50].
- 1901 – Marlin-Poirier, Marie[50]

Lebreton, Marie,
Vidal, Eugénie,
Marle-Meunier, Louise, demoiselles d'Honneur.
- 1902 – 2 Reines des Reines :
- Le Péru, Lucie : Reine des Reines de la Rive gauche[52]
- Roche, Berthe : Reine des Reines de la Rive droite[15]
- 1903 – 2 Reines des Reines :
- Missiaux, Marie, Reine des Reines de la Rive droite[54]
- Troller, Jeanne, Reine des Reines de la Rive gauche[7]
- 1904 – 2 Reines des Reines[6] :
- Leclinf, Jeanne Reine des Reines de la Rive droite.
- Balmadier, Sarah Reine des Reines de la Rive gauche.
- 1905 – 2 Reines des Reines[69]

Troupel, Jeanne, Reine des Reines de la Rive droite
Loth, Jeanne,
Albaret, Marie, demoiselles d'Honneur.
Toyer, Pauline, Reine des Reines de la Rive gauche.
- 1906 – Blanche, Rosa[16]
- 1907 – Juteau, Georgette[48]
- 1908 – Morin, Fernande[48]

Bourget, Lucie,,
Brottin, Julie, demoiselles d'Honneur.
- 1909 – Orlhac, Augustine[89]

Hervé, Victorine,
Salat, Marie, demoiselles d'Honneur.
- 1910 – Choque, Thérèse[76]

Dubois, Madeleine
Choque, Eugénie demoiselles d'Honneur.
- 1910 – Gaillard, Élisa Elle remplace Mlle Thérèse Choque (ou Chocque)[78]
- 1911 – Quéru, Jeanne[91] Reine du Comité des Fêtes des Commerçants du Xe Arrondissement, 1911[4].
- 1912 – Paradeis, Marcelle
- 1913 – Brégnat, Germaine

Laloue, Thérèse,
Fournil, Eugénie, demoiselles d'Honneur.
- 1914 – Guillot, Marcelle[45]
- 1920 – Bataille, Lucile[11]
- 1921 – Béclu, Yvonne[14]
- 1922 – Buchet, Germaine Reine du XIIe arrondissement, 1922[73].
- 1926 – Isembart, Mathilde[47]
- 1929 – Petauton, Suzanne[56]
- 1930 – Chénier, Colette

Lictaer, Hélène,
Pecq, Alfreda, demoiselles d'Honneur
- 1931 – Clément, Lucienne[32]
- 1933 – Pointal, Henriette[46],[57]

Lemire,
Huguen, demoiselles d'Honneur.
- 1939 – Vercheval, Odette

Duffeau  Reine du 12e arrondissement,
Thomas  Reine du 7e arrondissement, demoiselles d'Honneur.

### Reine des Abeilles
- 1923 – Durand, Geneviève

Bonfils, Jeanne,
Papon, Hélène, demoiselles d'Honneur.

### Reines de Paris
- 1924 – Champ, Jeanne (élue en juin), Chauvin, Odette et Ridon, Paulette, demoiselles d’honneur[26].

- 1925 – Fraigneux, Georgette[24]

Camier, Henriette, Esmeralda des forains,
Delapierre, Monique, reine du 5e arrondissement,
Henri, Yvonne reine du 8e arrondissement,
Laurent, Renée, reine du 10e arrondissement, demoiselles d'Honneur.
- 1926 – Maître, Simone[53]
- 1931 – Hébrard, Claire[32]
- 1995 – Esteve, Ophélie

Accompagnée de Alexandre, prince de l'étable,
Sire Olivier, son écuyer tranchant,
Zizi Chiffon, reine des biffins,
Le roi des bouchers,
Elena (Mme), reine du Bœuf Gras.

## Renaissance des Halles
- 1900. Barbier, Eugénie et Cartier Reine et Roi[9].

Eugénie Vidal, Eugénie, demoiselle d'Honneur,
Perréard, Émile garçon d'Honneur.
- 1909. Barbier, Eugénie Reine[10]

Coste, Yvonne,
Duchène, Alice, demoiselles d'Honneur

## Rive gauche
- Reines du Comité des Fêtes de la Rive gauche :

- 1909. Leduc, Eugénie Reine[10]

Chocque ou Choque, Thérèse
et Eugénie, demoiselles d'Honneur.
- 1911. Lemancel, Blanche Reine.[4]

Coupez, Marguerite,
Guillemet, Albertine, demoiselles d'Honneur.

## Sainte-Eugénie
- Reines et Rois du lavoir Sainte-Eugénie :

- 1900. Zemsdeg (M. et Mme), Roi et Reine.[9]

## Saint-Quentin
- Reines du Marché Saint-Quentin :

- 1909. Berneau, Berthe Reine[10]

Courbet,
Gommet, demoiselles d'Honneur.

## Sainte-Marie
- Reines et Rois du lavoir Sainte-Marie :

- 1900. Lebeau et Louvet, Reine et Roi du lavoir Sainte-Marie, de la rue du Maine[9].

Dozier (Mme), reine-mère,
Bellegueule, Céline,
Villier, demoiselles d'Honneur.

## Temple
- Reines du Marché du Temple :

- 1909. Dif, Jeanne Reine[10]

- 1911. Decker, Marcelle Reine.[4]

Falize, Juliette,
Schneider, Marie, demoiselles d'Honneur.

## Pour approfondir